# Manuel de la Rocha Rubí
Manuel de la Rocha Rubí (Madrid, 18 de diciembre de 1947) es un abogado y político español del Partido Socialista Obrero Español (PSOE). Desde 2022 preside la ONG MPDL, Movimiento por la Paz  Fue alcalde de Fuenlabrada entre 1979 y 1983 y de consejero de Educación y Juventud del Gobierno de la Comunidad de Madrid entre 1983 y 1985.
Fue diputado en la i y ii legislaturas de la Asamblea de Madrid y diputado en el Congreso en la v, ix y x legislaturas de las Cortes Generales. Es miembro de la corriente interna Izquierda Socialista.

## Trayectoria política
Nacido el 18 de diciembre de 1947 en Madrid, se licenció en derecho. Ejerció como profesor de Filosofía del Derecho en la Universidad Complutense de Madrid (UCM). Vinculado a organizaciones y movimientos cristianos durante el franquismo, se afilió a los entonces clandestinos Partido Socialista Obrero Español (PSOE) y Unión General de Trabajadores (UGT) en 1972.
Tras la victoria del PSOE en las elecciones municipales de 1979 en Fuenlabrada, fue investido alcalde del municipio, trabajando a tiempo parcial como abogado. En 1983 se presentó simultáneamente como candidato en las primeras elecciones a la Asamblea de Madrid y a las elecciones municipales de Fuenlabrada, convirtiéndose en diputado de la i legislatura del Parlamento regional. Investido también de nuevo alcalde de Fuenlabrada, poco después de tomar posesión del cargo por un segundo mandato presentó su renuncia, al ser nombrado consejero de Educación y Juventud del primer gobierno de la Comunidad d Madrid, presidido por Joaquín Leguina. Dimitió del cargo de consejero en septiembre de 1985, criticando las políticas autonómica económica y financiera del Gobierno central, y fue sustituido por Jaime Lissavetzky. Permaneció como diputado en la Asamblea de Madrid hasta 1991. 
En las elecciones generales de 1993 fue elegido diputado por Madrid en el Congreso, cargo en el que se mantuvo hasta 1996. Tras las elecciones generales de 2008 regresó al Congreso. Fue uno de los diputados socialistas que no respaldaron la reforma de la Constitución española de septiembre de 2011, ausentándose de la votación. Repitió en la lista del PSOE por Madrid en las elecciones generales de 2011, pero no obtuvo escaño. No obstante recogió el acta parlamentaria de Elena Valenciano tras la renuncia de esta con motivo de su elección como eurodiputada en 2014.
Durante el proceso de elección del secretario general del PSOE apoyó la candidatura de José Antonio Pérez Tapias. Es el secretario del patronato de la Fundación Alternativas.
En octubre de 2018 se anunció en la prensa la intención de Manuel de la Rocha de presentarse a las primarias del PSOE para seleccionar el aspirante del partido a la alcaldía de Madrid. Presentó su candidatura a las primarias en un acto celebrado el 18 de febrero de 2019 en el Círculo de Bellas Artes. Perdió contra Pepu Hernández.
En 2022 sustiyó a Francisca Sauquillo en la presidencia de la ONG MPDL - Movimiento por la Paz.

## Cargos desempeñados
- Alcalde de Fuenlabrada (1979-1983).
- Diputado en la Asamblea de Madrid (1983-1991).
- Consejero de Educación y Juventud de la Comunidad de Madrid (1983-1985).
- Diputado por Madrid en el Congreso de los Diputados (1993-1996).
- Diputado por Madrid en el Congreso de los Diputados (2008-2011).
- Diputado por Madrid en el Congreso de los Diputados (2014-2015).